# Liste der Ehrenbürger von Schrobenhausen
Die Ehrenbürgerwürde ist die höchste Auszeichnung, die die Stadt Schrobenhausen zu vergeben hat. Daneben vergibt sie eine Bürgermedaille.
Seit 1898 wurden folgende Personen zu Ehrenbürgern ernannt. Die während der Zeit des Nationalsozialismus an Paul von Hindenburg, Adolf Hitler, Fritz Reinhardt, Adolf Wagner, Hans Dauser und Georg Luber verliehenen Ehrenbürgerschaften wurden am 1. August 1946 durch Stadtratsbeschluss wieder aufgehoben.
Hinweis: Die Auflistung erfolgt chronologisch nach Datum der Zuerkennung.

## Die Ehrenbürger der Stadt Schrobenhausen
1. Franz von Lenbach (* 13. Dezember 1836 in Schrobenhausen; † 6. Mai 1904 in München)
Kunstmaler
Verleihung am 12. März 1898
Lenbach wurde durch einstimmigen Beschluss des Magistrats und der Gemeindebevollmächtigten in freudiger Würdigung seiner treuen Anhänglichkeit an seine Vaterstadt und in dankbarer Anerkennung für die der Stadt gemachte hochherzige Schenkung des Bildnisses seiner kgl. Hoheit des Prinzregenten Luitpold von Bayern zum Ehrenbürger ernannt.
2. Georg Leinfelder (* 20. April 1836 in Haunstetten; † 23. Juli 1916 in Schrobenhausen)
Kommerzienrat
Verleihung am 20. April 1906
Leinfelder übernahm 1859 die Papiermühle seines Vaters und schloss ihr eine Zellulosefabrik an. Er war Gründungsmitglied der Vereinigung der Papier- und Holzfabrikanten. Mit namhaften Spenden unterstützte er die ambulante Krankenpflege, die Gründung des Waisenhauses, den Bau des Altersheims St. Georg, einer Turnhalle, eines Schützenheims und des Rotkreuzheims. Über 40 Jahre diente er als Gemeindebevollmächtigter, Magistratsrat, Bürgermeister und Vorstand des Gemeindekollegiums den kommunalen Gremien der Stadt. Anlässlich seines 70. Geburtstages wurde ihm in dankbarer Anerkennung seiner Verdienste um die Stadt die Ehrenbürgerschaft verliehen.
3. Theobald von Fuchs (* 30. Juni 1852 in Schrobenhausen; † 1. Februar 1943 in Garmisch-Partenkirchen)
Kgl. Geheimer Hofrat
Verleihung am 23. Februar 1917
Nach Ämtern als rechtskundiger Bürgermeister von Forchheim (1879) und Bad Kissingen (1883–1917) war Fuchs von 1916 bis 1918 1. Präsident der Kammer der Abgeordneten des Bayerischen Landtags, der er selbst seit 1893 angehörte.
4. Michael Thalhofer (* 29. Juni 1855 in Aichach; † 31. Dezember 1929 in Schrobenhausen)
Geistlicher Rat
Verleihung am 9. November 1927
Thalhofer feierte 1877 seine Primiz und übernahm im Anschluss die seelsorgerische Tätigkeit in der Gemeinde St. Amton und Sebastian in Schrobenhausen. Auf ihn geht die Gründung des Historischen Vereins und des Museums der Stadt zurück. Zahlreiche Veröffentlichungen zur Heimatgeschichte stammen von ihm. 1915 wurde er zum Kammerer des Kapitels Schrobenhausen ernannt. Anlässlich seines 50-jährigen Priesterjubiläums wurde er durch Stadtratsbeschluss zum Ehrenbürger ernannt.
  - Paul von Hindenburg (* 2. Oktober 1847 in Posen; † 2. August 1934 auf Gut Neudeck)

Reichspräsident
Verleihung 1933, aberkannt am 1. August 1946
  - Adolf Hitler (* 20. April 1889 in Braunau am Inn; † 30. April 1945 in Berlin)

Reichskanzler
Verleihung 1933, aberkannt am 1. August 1946
  - Fritz Reinhardt (* 3. April 1895 in Ilmenau; † 17. Juni 1969 in Regensburg)

Staatssekretär
Verleihung 1933, aberkannt am 1. August 1946
  - Adolf Wagner (* 1. Oktober 1890 in Algringen, Lothringen; † 12. April 1944 in Bad Reichenhall)

Gauleiter
Verleihung 1933, aberkannt am 1. August 1946
  - Hans Dauser

Staatssekretär
Verleihung 1933, aberkannt am 1. August 1946
  - Georg Luber

Staatssekretär
Verleihung 1933, aberkannt am 1. August 1946
5. Monsignore Albert Alberstötter (* 1. Oktober 1859 in Baindlkirch; † 26. März 1952 in Schrobenhausen)
Geistlicher Rat, Ehrendekan, Ehrenkapitular
Verleihung am 23. September 1949
Alberstötter wirkte seit dem 1. März 1905 als Stadtpfarrer von Schrobenhausen. Er ließ die Stadtpfarrkirche und die Vorstadtkirche St. Salvator restaurieren. Daneben bemühte er sich um die ambulante Krankenpflege, die Erweiterung des Waisenhauses, rief den Diasporaverein ins Leben und diente 14 Jahre lang als kgl. Distriktsschulinspektor. Seit dem Ersten Weltkrieg bis zu seinem Tod war er Verwalter des Altersheims St. Georg. Anlässlich seines 90. Geburtstages erfolgte in Anbetracht der hervorragenden Verdienste, hauptsächlich um das Zustandekommen und um den weiteren Ausbau des Altersheims und des Waisenhauses, und als großzügiger Förderer von Armenpflegeeinrichtungen seine Ernennung zum Ehrenbürger.
6. Lolo von Lenbach (* 18. April 1861 in Winkel; † 27. Mai 1941 in München)
Stifterin
Verleihung am 11. Dezember 1937
Lenbach war die Witwe des 1904 verstorbenen Malers Franz von Lenbach. Sie wurde 40 Jahre nach ihrem Mann in freudiger Anerkennung ihrer Verdienste um eine dauernd lebendige Verbindung des größten Sohnes der Stadt mit Schrobenhausen, vor allem durch die hochherzige Stiftung des Lenbachmuseums im Geburtshaus des Meisters zur Ehrenbürgerin ernannt.
7. Mathilde Hitl (* 1871 in Schrobenhausen; 28. September 1966 in Schrobenhausen)
Unternehmerin
Verleihung am 16. April 1958
Hitl war die Tochter des Papierfabrikanten Georg Leinfelder und Inhaberin der Prägeanstalt Poellath. Sie war Mitbegründerin des Historischen Vereins der Stadt und unterstützte die Einrichtung des Stadtmuseums. 1943 schenkte sie der Stadt eine umfangreiche Medaillen- und Devotionaliensammlung. In Würdigung ihrer großen Verdienste durch ihre rege und wertvolle Tätigkeit in der Caritas, im Roten Kreuz, beim Aufbau des städtischen Museum und im Historischen Verein wurde sie 52 Jahre nach ihrem Vater ebenfalls zur Ehrenbürgerin ernannt.
8. Konrad Kuhn (* 1. Dezember 1891 in Ichenhausen: † 1977)
Geistlicher Rat
24. April 1966
Kuhn war seit 1941 Stadtpfarrer in Schrobenhausen. Nach Ende des Zweiten Weltkriegs stellte er Grundstücke der Pfarrei für den Wohnungsbau zur Verfügung. Er erwarb sich große Verdienste um das Altersheim St. Georg sowie die Erneuerung der Pfarrkirche St. Jakob, der Kirche zu Unserer lieben Frau und der Salvatorkirche.
9. Fritz Stocker (* 1894; † 1967)
Bürgermeister
Stocker war von 1945 bis 1967 Erster Bürgermeister der Stadt. Wenige Tage vor seinem Tode wurde ihm vom Stadtrat die Ehrenbürgerwürde im Hinblick auf seinen Einsatz nach dem Kriegsende bis zu seinem Ableben zur Entwicklung der Stadt und insb. auch zur Integration der Heimatvertriebenen verliehen.
10. Walter Mixa (* 25. April 1941 in Königshütte)
Bischof von Eichstätt (1996–2005) und von Augsburg (2005–2010)
Verleihung 1996
Mixa wirkte vor seiner Ernennung zum Bischof von 1975 bis 1996 als Stadtpfarrer von Schrobenhausen. In dieser Zeit errichtete er das Pfarrzentrum mit Pfarrbücherei und Wohnanlage für Bedürftige und sanierte u. a. die Stadtpfarrkirche und den Pfarrhof.
11. Karlheinz Bauer (* 24. April 1928 in Schrobenhausen)
Unternehmer
Verleihung 1998
Der promovierte und mit mehreren Ehrendoktortiteln geehrte Regierungsbaumeister und Dipl.-Ing. Karlheinz Bauer ist Erfinder des BAUER-Ankers. Er entwickelte das Familienunternehmen BAUER Spezialtiefbau ab 1956 zu einem internationalen Konzern. Die Ehrung erhielt Bauer nicht nur im Hinblick auf die Schaffung von mehr als 1000 Arbeitsplätzen in Schrobenhausen, sondern insb. auch wegen der Unterstützung von Kirche und Stadt samt vielen Vereinen durch großzügige Spenden.

## Quelle
- Karlheinz Spielmann: Ehrenbürger und Ehrungen in der Bundesrepublik. 1965